# 현장출동850
《현장출동850》은 SBS의 시사 및 교양 텔레비전 프로그램이다. 기획 의도는 현장 및 취재 프로그램이다.

## 기획의도
현장 취재 프로그램

## 진행자
- 박상도